# Aesopia cornuta
Az Aesopia cornuta a csontos halak (Osteichthyes) főosztályának a sugarasúszójú halak (Actinopterygii) osztályába, ezen belül a lepényhalalakúak (Pleuronectiformes) rendjébe és a nyelvhalfélék (Soleidae) családjába tartozó faj.
Nemének egyetlen faja.

## Előfordulása
Az Aesopia cornuta elterjedési területe a Csendes-óceán, az Indiai-óceán és a Vörös-tenger. Főbb állományai Mozambik, Dél-Afrika, India és Japán vízeiben vannak; újabban Indonézia és Ausztrália vízeiből is előkerült.

## Megjelenése
Ez a halfaj legfeljebb 25 centiméter hosszú. Szürkés vagy barnás testén, 15-16 sötét, függőleges sáv van; ezekből három a fejen. A sávokat fekete csíkok szegélyeznek. Feketés színű farokúszóján világos pöttyök találhatók.

## Életmódja
Az Aesopia cornuta trópusi, tengeri, halfaj. A korallzátonyok közelében élnek, a homokban vagy iszapban elbújva. 8-100 méteres mélységben tartózkodik.

## Felhasználása
Az ember, ipari mértékben halássza.